# ゲインズビル駅 (ジョージア州)
ゲインズビル駅（英語：Gainesville Station）は、アメリカ合衆国ジョージア州ゲインズビル インダストリアル・ブールバード116にある駅。 全米各地を結ぶ旅客鉄道のアムトラックが乗り入れている。

## 概要
現在のレンガ造の駅舎はサザン鉄道により1903年に竜巻によって破壊された駅舎を代替するため1910年に建てられた。ノーフォーク・サザン鉄道が新しい屋根と電気メンテナンスの改修工事を施工した。駅舎の大部分は駅務室と待合室として使用されている。

## 利用可能な鉄道路線／列車
アムトラックの停車する列車は下記の通り。
ニューヨークとニューオーリンズ間の夜行長距離列車クレセント号…1日1往復停車